# Kim Dong-hyun (Tischtennisspieler)
Kim Dong-hyun (auch Kim Donghyun, koreanisch 김동현; * 10. November 1994 in Seoul) ist ein südkoreanischer Tischtennisspieler.     

## Werdegang
Erste internationale Auftritte hatte Kim bei Jugend-Weltmeisterschaften, wo er 2010 mit der Mannschaft Bronze gewinnen konnte. 2009 nahm er an seiner ersten Erwachsenen-Weltmeisterschaft teil, kam dort aber nur im Mixed zum Einsatz.
Außerdem spielte er bei den Olympischen Jugendspielen 2010 mit, wo die koreanische Auswahl Silber holte. 2012 qualifizierte er sich für Pro Tour Grand Finals und erreichte dort zusammen mit Lee Jung-woo das Halbfinale.
Wegen starker südkoreanischer Konkurrenz war er danach erst wieder 2015 häufiger zu sehen. Im selben Jahr konnte er im Einzel und Doppel die Hungarian Open gewinnen, das Viertelfinale beim World Team Cup erreichen, sowie sich für die World Tour Grand Finals qualifizieren.
Im Jahr 2018 gewann er mit dem Team eine Bronzemedaille bei der Weltmeisterschaft.

## Turnierergebnisse
| Verband | Veranstaltung            | Jahr | Ort           | Land | Einzel     | Doppel        | Mixed     | Team          |
| ------- | ------------------------ | ---- | ------------- | ---- | ---------- | ------------- | --------- | ------------- |
| KOR     | World Tour               | 2019 | Incheon       | KOR  | letzte 64  |               |           |               |
| KOR     | World Tour               | 2019 | Tokio         | JPN  | letzte 128 | letzte 16     |           |               |
| KOR     | World Tour               | 2019 | Hongkong      | HKG  | letzte 128 | letzte 32     |           |               |
| KOR     | World Tour               | 2018 | Melbourne     | AUS  | letzte 64  |               |           |               |
| KOR     | World Tour               | 2018 | Chengdu       | CHN  | Qual.      | letzte 32     |           |               |
| KOR     | World Tour               | 2017 | Chengdu       | CHN  | letzte 128 | Qual.         |           |               |
| KOR     | World Tour               | 2016 | Chengdu       | CHN  | letzte 128 | Viertelfinale |           |               |
| KOR     | World Tour               | 2015 | Panagjurishte | BUL  | Gold       | Gold          |           |               |
| KOR     | Challenge Series         | 2017 | De Haan       | BEL  | Silber     |               |           |               |
| KOR     | World Tour Grand Finals  | 2015 | Lissabon      | POR  | letzte 16  | Viertelfinale |           |               |
| KOR     | Pro Tour Grand Finals    | 2012 | Hangzhou      | CHN  |            | Halbfinale    |           |               |
| KOR     | Olympische Jugendspiele  | 2010 | Singapur      | SIN  |            |               |           | 2             |
| KOR     | World Team Cup           | 2015 | Dubai         | UAE  |            |               |           | Viertelfinale |
| KOR     | Jugend-Weltmeisterschaft | 2011 | Manama        | IND  | letzte 16  | letzte 32     | letzte 16 |               |
| KOR     | Jugend-Weltmeisterschaft | 2010 | Bratislava    | SVK  | letzte 16  |               | letzte 16 | 3             |
| KOR     | Weltmeisterschaft        | 2018 | Halmstad      | SWE  |            |               |           | 3             |
| KOR     | Weltmeisterschaft        | 2009 | Yokohama      | JPN  |            |               | letzte 64 |               |